# 독립로
독립로(Dongnip-ro)는 광주광역시 남구 주월동 백운교차로와 북구 우산동을 잇는 광주광역시의 도로이다. 

## 주요 경유지
광주광역시
- 남구 (주월동, 월산동) - 서구 (양동) - 동구 (충장동) - 북구 (중앙동, 계림동, 중흥동, 우산동)

## 노선
| 이름               | 접속 노선                                 | 소재지          | 소재지          | 소재지          | 비고            |
| 서문대로와 직결    | 서문대로와 직결                           | 서문대로와 직결 | 서문대로와 직결 | 서문대로와 직결 | 서문대로와 직결 |
| ------------------ | ----------------------------------------- | --------------- | --------------- | --------------- | --------------- |
| 백운 교차로        | 국도 제22호선 (대남대로)                  | 광주광역시      | 남구            | 주월동          |                 |
| 대성초교사거리     | 광주광역시도 제6호선 (중앙로)             | 광주광역시      | 남구            | 월산동          |                 |
| 월산사거리         | 광주광역시도 제25호선 (구성로)            | 광주광역시      | 남구            | 월산동          |                 |
| 천변로 교차로      | 광주광역시도 제13호선 (천변좌로)          | 광주광역시      | 서구            | 양동            |                 |
| 천교               |                                           | 광주광역시      | 서구            | 양동            |                 |
|                    | 수기동                                    | 광주광역시      | 서구            |                 |                 |
| 천교앞 교차로      | 광주광역시도 제12호선 (천변우로)          | 광주광역시      | 서구            |                 |                 |
| 금남로5가역 교차로 | 광주광역시도 제2호선 (금남로)             | 광주광역시      | 동구            | 충장동          |                 |
| 대인 교차로        | 금재로 광주광역시도 제3호선 (제봉로)      | 광주광역시      | 북구            | 중앙동          |                 |
| (이름없음)         | 광주광역시도 제4호선 (경양로)             | 광주광역시      | 북구            | 계림동          |                 |
| 시청사거리         | 광주광역시도 제5호선 (무등로)             | 광주광역시      | 북구            | 계림동          |                 |
| 안보회관앞 교차로  | 광주광역시도 제30호선 (서암대로)          | 광주광역시      | 북구            | 중흥동          |                 |
| (이름없음)         | 광주광역시도 제57호선 (서양로) 향토문화로 | 광주광역시      | 북구            | 우산동          |                 |

## 주요 건물 및 시설
- 광주백운동우체국 (독립로 16/백운동 625-5)
- GS25 백운사랑점 (독립로 17/백운동 638-27)
- SK에너지 무지개셀프주유소 (독립로 24/백운동 624-6)
- 기아자동차 광남대리점 (독립로 65/백운동 203-2)
- S-OIL 늘푸른주유소 (독립로 69/백운동 203-1)
- KT 아이정보 서동점 (독립로 120/서동 65-11)
- SK에너지서양새마을금고주유소 (독립로 140/월산동 56-4)
- 알뜰 독립로주유소 (독립로 143/월산동 52-10)
- 광남새마을금고 본점 (독립로 161/월산동 6-15)
- 롯데백화점 광주점 (독립로 268/대인동 7-11)
- 기아자동차 무등대리점 (독립로 284/대인동 320-16)
- 카페베네 광주구호천장례식장점 (독립로 409/우산동 518-5)